# Kumikok
A kumikok vagy kumükok (oroszul Кумыки) egy török népcsoport, mely főleg Oroszországban, Dagesztánban él. Az avarok és a darginok után a harmadik legnépesebb népcsoport Dagesztán területén.

## Történelem és lakóhely
A kumikok főleg Dagesztánban élnek. Kisebb számban megtalálhatók a Tyumenyi területen, Észak-Oszétiában, Csecsenföldön és a Sztavropoli határterületen.

## Népesség
A különböző összeírásokkor a kumikok száma a következőképpen alakult Oroszországban:
- 1926-ban: 94 509 fő
- 1939-ben: 110 299 fő
- 1959-ben: 132 896 fő
- 1970-ben: 186 690 fő
- 1979-ben: 225 800 fő
- 1989-ben: 277 163 fő
- 2002-ben: 422 409 fő
- 2010-ben: 503 060 fő